# Clumsy (альбом)
| Оценки критиков | Оценки критиков |
| Источник        | Оценка          |
| --------------- | --------------- |
| AllMusic        | [ 1 ]           |
| AMZ             | [ 2 ]           |
| Music Critic    | [ 3 ]           |
| Sputnikmusic    | [ 4 ]           |

Clumsy — второй альбом канадской рок-группы Our Lady Peace, спродюсированный Арнольдом Ленни, выпущенный 23 января 1997 года лейблом Columbia. Релизу сопутствовал коммерческий успех: так, в Канаде и США было продано свыше миллиона экземпляров альбома. В поддержку альбома было выпущено пять синглов: «Superman's Dead», «Automatic Flowers», «Clumsy», «4am» and «Carnival», на четыре из которых были сняты видеоклипы. Музыкальные критики положительно отозвались о Clumsy, особенно отметив мелодизм композиций и возросшие поэтические способности Райни Мэйды.
В музыкальном плане альбом характеризуется звучанием постгранжа. В качестве ведущей темы альбома Райни Мэйда называл «атмосферу карнавала».
1997 и 1998 года группа провела в туре в поддержку альбома, в ходе которого коллектив помимо Канады провел серию концертов и в Европе

## Список композиций
| №                   | Название                  | Длительность |
| ------------------- | ------------------------- | ------------ |
| 1.                  | «Superman's Dead»         | 4:16         |
| 2.                  | «Automatic Flowers»       | 4:05         |
| 3.                  | «Carnival»                | 4:48         |
| 4.                  | «Big Dumb Rocket»         | 4:23         |
| 5.                  | «4am»                     | 4:17         |
| 6.                  | «Shaking»                 | 3:37         |
| 7.                  | «Clumsy»                  | 4:29         |
| 8.                  | «Hello Oskar»             | 3:03         |
| 9.                  | «Let You Down»            | 3:53         |
| 10.                 | «The Story of 100 Aisles» | 3:45         |
| 11.                 | «Car Crash»               | 5:07         |
| Общая длительность: | Общая длительность:       | 45:43        |

.

## Участники записи
| Our Lady Peace - Дункан Котс — бас-гитара - Райни Мэйда — вокал - Джереми Таггарт — ударные, перкуссия - Майк Тёрнер — гитара Производство - Боб Людвиг — мастеринг - Анжело Карузо — аудиоинженер - Арнольд Ленниа — аудиоинженер, продюсер - Терренсе Соучак — аудиоинженер | Оформление - Соня Д’Алоизио — фотографии - Helios — дизайн, художественный руководитель - Нил Ходж — фотографии - Катерин МакРэй — художественный директор - Our Lady Peace — художественный директор, фотографии участников группы - Кевин Вестенберг — обложка |